# الرصاص الأخير
الرصاص الأخير (بالفرنسية: Les Dernières Cartouches ، تم إصداره أيضًا باسم قصف منزل) هو فيلم أبيض و أسود حربي صامت فرنسي قصير إنتاج عام 1897 أخرجه جورج ميلييس، استنادًا إلى لوحة 1873 التي تحمل الاسم نفسه لألفونس دي نوفيل. يعيد الفيلم إنشاء الدفاع عن منزل في بازيل ، في 1 سبتمبر 1870 في معركة سيدان خلال الحرب الفرنسية البروسية.
حقق الفيلم نجاحًا كبيرًا وألهم استوديوهات لوميير وباثي وجومون لتقليد الأفلام.

## روابط خارجية
- The Last Cartridges  في قاعدة بيانات الأفلام على الإنترنت (بالإنجليزية)
- SilentEra entry for Lumiere version, stating this was one of the earliest hand-coloured films
- الرصاص الأخير متوفر للتحميل المجاني على أرشيف الإنترنت